# Fivos (Komponist)

Fivos, 2021

Fivos, auch Phivos oder Phoebus (griechisch Φοίβος, * 1. Januar 1971 in Athen; eigentlich Evangelos Tassopoulos griechisch Ευάγγελος Τασσόπουλος), ist ein Komponist und Liedtexter der griechischen Pop-Folk und Modern Laika-Musik. Er wurde bekannt durch seine Arbeit für Despina Vandi, Toše Proeski, Keti Garbi und Elli Kokkinou.

## Leben
Seine ersten musikalischen Erfahrungen sammelte Fivos während seiner Schulzeit als Schlagzeuger in einer Rockband. Schon früh begann er mit aktuell gespielter Musik zu experimentieren. Trotz seines Studiums an der juristischen Fakultät der Universität Athen, entschloss sich Fivos für eine musikalische Laufbahn und schrieb seine ersten Kompositionen. Zur weiteren Ausbildung nahm er Kurse in Harmonielehre am Konservatorium und Privatunterricht bei Demis Roussos. Mit 22 unterschrieb er seinen ersten Plattenvertrag. Seither hat er ca. 600 Lieder für die erfolgreichsten griechischen Interpreten im Genre Pop-Folk/Modern Laika geschrieben.
In vielen seiner Lieder verschmilzt Fivos populäre Musiktendenzen, Folklore und andere Stilrichtungen. Seine Ideen haben eine Reihe von musikalischen Trends begründet. Gleichzeitig entdeckte er viele neue Gesangsstars.
Mit dem Erfolg des Albums „Gia“ von Despina Vandi wurde Fivos auch international bekannt. Gia erschien ebenfalls in Bulgarien, Russland, der Ukraine und der Türkei und erreichte Platzierungen in den Charts.
In seiner Tätigkeit als Komponist und Texter, erhielten seine Alben und Singles 18 Mal Gold, 19 Mal Platin, 11 Alben je zwei Mal Platin, zwei Alben je vier Mal Platin und ein Album sechs Mal Platin. Somit wurde es für viele Interpreten zur Selbstverständlichkeit mit Liedern von Fivos Erfolg zu haben.
Im Jahr 2009 hat Fivos ein eigenes Plattenlabel "The Spicy effect – Fivos Music Productions" gegründet, für das er namhafte Interpreten, wie Despina Vandi, Elli Kokkinou, Nino, Thanos Petrelis, und Giorgos Tsalikis verpflichtete.
Fivos schreibt nicht nur Musik, sondern auch Texte und Arrangements und produziert die meisten Aufnahmen mittlerweile selbst. Er gilt als öffentlichkeitsscheu und weist fast alle Wünsche nach Interviews zurück. Fivos erscheint nur dort in der Öffentlichkeit, wo es sich nicht vermeiden lässt. Mit wenigen Ausnahmen wird nirgendwo sein voller Name angegeben.
Anfang 2005 schrieb er auf Wunsch der griechischen Fußballmannschaft AEK eine neue Vereinshymne. 2004 war Fivos ein Fackelläufer der Olympischen Spiele von Athen auf der griechischen Insel von Kefalonia.
Seit 1999 ist Fivos mit Amalia Kantere verheiratet. Im Mai 2009 wurde er Vater von Zwillingen.

## Diskografie
- Giorgos Daskoulidis: Harise Mou Ena Lepto (1993)
- Giorgos Gerolimatos: Fotia Mou Magisa (1993)
- Keti Garbi: Os Ton Paradiso (1993)
- Lefteris Pantazis: Ego Den Ime Ego (1993)
- Viki Charitou: Style (1993)
- Agelos Dionisiou: Fovame Min Figis (1994)
- Alexandra: Meli Ke Fortia (1994)
- Angela Dimitriou: Pes Afto Poy Thes (1994)
- Anna Fotiou: Pias Gynekas Fili (1994)
- Dimitris Kokotas: Thiathosis (1994)
- Dionisis Shinas: Proti Agapi (1994)
- Efi Sarri: Petao (1994)
- Eleni Dimoy: I Eleni Ton Feggarion (1994)
- Keti Garbi: Atofio Hrisafi (1994)
- Pashalis Terzis: Mesogios (1994)
- Petros Koletis: Tora Ine I Seira Mou (1994)
- Polina: Kenourios Erotas (1994)
- Stathis Aggelopoulos: Kripse Me Stin Agalia Sou (1994)
- Thanos Kalliris: Kapio Kalokeri (1994)
- Verschiedene: Gia Sena Ke Gia Mena (1994)
- Dimitris Kokotas: Sinidisi (1995)
- Dionisis Shinas: An M Agapas (1995)
- Dionisis Shinas: Sagapo (1995)
- Natasa Pantelidi: Erotas Tha Pi (1995)
- Pashalis Terzis: Afise Me Mono (1995)
- Polina: Deka Hronia Meta (1995)
- Angela Dimitriou: Mi Mas Agapas (1996)
- Antonis Remos: Antonis Remos (1996)
- Christina Maragozi: Agalia Gemati Agathia (1996)
- Keti Garbi: Aphizo Polemo (1996)
- Konstantina: Erhome (1996)
- Pashalis Terzis: Afta Ine Ta Tragoudia Μου (1996)
- Thanos Kalliris: Monaha Tin Psihi Sou (1996)
- Vasilis Karras: Tilefonise Moy (1996)
- Despina Vandi: Deka Entoles (1997)
- Dimitris Kokotas: Axaristia (1997)
- Dimitris Kokotas: Dance Mixes (1997)
- Giannis Parios: Tipsis (1997)
- Keti Garbi: Evestisies (1997)
- Manto: Gia Oles Tis Fores (1997)
- Manto: Mataia (Remix) (1997)
- Natasa Theodoridou: Natasa Theodoridou (1997)
- Stella Konitopolou: Diavatirio (1997)
- Love Will Make A Difference (1997)
- Angela Dimitriou: 100% (1998)
- Despina Vandi: Spania (1998)
- Vasilis Karras: Fenomeno (1998)
- Agelos Dionisiou: Iposinithito (1999)
- Angela Dimitriou: Margarites (1999)
- Despina Vandi: Profities (1999)
- Dimitris Kokotas: The Best (1999)
- Giorgos Lembesis: Eksartisi (1999)
- Santiago Makapy: Margarites (1999)
- Vasilis Karras: Epistrefo (1999)
- Angela Dimitriou: Angela Dimitrioy (2000)
- Despina Vandi: Ipofero (2000)
- Dimitris Kokotas: In The Mix (2000)
- Dionisis Shinas: Mou Teriazis (2000)
- Keti Garbi: To Kati (2000)
- Despina Vandi: Gia (2001)
- Despina Vandi: The Best (2001)
- Giorgos Lembesis: I Agapi Vlapti Sovara (2001)
- Pashalis Terzis: Ta Zeimbekika Tou Paschali (2001)
- Sakis Rouvas: Disco Girl (2001)
- Bb Project (2001)
- Best (2001)
- Despina Vandi: Ante Gia (2002)
- Despina Vandi: Gia+Ante Gia (2002)
- Giorgos Lembesis: Eliksirio (2002)
- Giorgos Mazonakis: Kita Me + Beat (2002)
- Jelena Karleusa: Samo Za Tvoje Oci (2002)
- Sakis Rouvas: Ola Kala (2002)
- Tolis Voskopoulos: I Sosti Apantisi (2002)
- Despina Vandi: Gia (2003)
- Despina Vandi: Likabetus Live (2003)
- Elli Kokkinou: Sto Kokkino (2003)
- Giorgos Lembesis: I Mera I Kali (2003)
- Giorgos Mazonakis: Savato (2003)
- Despina Vandi: Stin Avli Tou Paradisou (2004)
- Elli Kokkinou: Platinum Edition (2004)
- Thanos Petrelis: Ihe To Hroma Tou Ouranou (2004)
- Coca Cola (2004)
- Come Along Now (2004)
- Despina Vandi: Special Edition (2005)
- Despina Vandi: The Very Best Of Despina Vandi (2005)
- Elli Kokkinou: Sex (2005)
- Thanos Petrelis: Thimisis Kati Apo Ellada (2005)
- Victoria Halkiti: Telia (2005)
- Mia Agapi Eho Stin Kardia: (2005)
- Despina Vandi: Kalanta (2006)
- Elli Kokkinou: Ki Allo (2006)
- Giorgos Mazonakis: Summer In Greece (2006)
- Thanos Petrelis: Eftihos (2006)
- Victoria Halkiti: Telia F…Edition (2006)
- Despina Vandi: 10 Chronia Mazi (2007)
- Giorgos Mazonakis: S' Echo Epithimisi (2007)
- Giorgos Mazonakis: Ta Ohi Kai Ta Ne Mou (2007)
- Maro Litra: I Michani Toy Chronou (2007)
- Thanos Petrelis: Ime Akoma Eleftheros (2007)
- Stathis Raftopoulos: O,Ti Pio Omorfo (2008)
- Thanos Petrelis: To Paixnidi Einai Pleon Diko Mou (2008)
- Thanos Petrelis: Xipna Thanasi (2008)